# SNK vs. Capcom: SVC Chaos
SNK vs. Capcom: SVC Chaos  est un jeu de combat publié par Playmore, sorti en 2003 sur Neo-Geo MVS et Neo-Geo AES (NGM 269),,.
L'ambition du jeu est de réunir le meilleur des jeux de combat Capcom et SNK, mais contrairement à la série Capcom vs. SNK qui était développée par Capcom, ce titre conserve une touche « SNK ».
SNK vs. Capcom a été adapté sur PlayStation 2 et Xbox mais n'a pas obtenu un succès équivalent à Capcom vs. SNK.
Annoncé durant l'EVO 2024 de Las Vegas, SNK vs. Capcom: SVC Chaos ressort le 20 juillet 2024 sur Steam et le 22 juillet 2024 sur Nintendo Switch, PlayStation 4 et GOG.com.

## Système de jeu
SVC Chaos utilise un système de boutons identique à la série King of Fighters, à savoir quatre boutons pour les coups de pied / poing forts ou faibles, un système de cancel et de charge. À la différence de Capcom vs. SNK les parades aériennes sont impossibles et le groove system n'a pas été retenu. Les personnages sont dotés d'une barre de furie à trois niveaux se remplissant à chaque coup porté ou reçu, ceci permettant de réaliser des desperation moves ou des exceeds (coups spéciaux puissants). De plus quelques personnages issus de jeux existants sont dotés de nouveaux sprites et voient certains des mouvements associés à leurs coups spéciaux  modifiés.

## Personnages
Il est possible de choisir parmi 24 personnages différents (12 par camp). Les boss peuvent également être débloqués au moyen d'un code. Selon ses performances et le personnage choisi, le joueur peut affronter différents boss et assister à des fins alternatives.

### SNK
- Choi Bounge (The King of Fighters '94)
- Earthquake (Samurai Shodown)
- Genjuro Kibagami (Samurai Shodown II)
- Iori Yagami (The King of Fighters '95)
- Kasumi Todoh (Art of Fighting 3)
- Kim Kaphwan (Fatal Fury 2)
- Kyo Kusanagi (The King of Fighters '94)
- Mai Shiranui (Fatal Fury 2)
- Ryo Sakazaki (Art of Fighting)
- Shiki (Samurai Shodown 64)
- Mr Karate (Art of Fighting)
- Terry Bogard (Fatal Fury)

Demi-boss
- Geese Howard (Fatal Fury)
- Goenitz (The King of Fighters '96)
- Mars People (Metal Slug 2)

Boss
- Orochi Iori (The King of Fighters '97)
- Shin Mr Karate

Boss secret
- Athena (Athena)

### Capcom
- Akuma (Super Street Fighter II Turbo)
- Balrog (Street Fighter II)
- Chun-Li (Street Fighter II)
- Dhalsim (Street Fighter II)
- Guile (Street Fighter II)
- Hugo (Street Fighter III: 2nd Impact - Giant Attack)
- Ken Masters (Street Fighter)
- M. Bison (Street Fighter II)
- Ryu (Street Fighter)
- Sagat (Street Fighter)
- Tessa (Red Earth)
- Vega (Street Fighter II)

Demi-boss
- Dan Hibiki (Street Fighter Alpha)
- Demitri Maximoff (Darkstalkers)
- Zero (Mega Man Zero)

Boss
- Shin Akuma (Street Fighter Alpha 2)
- Violent Ken

Boss secret
- Firebrand (Ghouls'n Ghosts)

## À savoir
- Le modèle utilisé pour Athena n'est pas celui de Athena Asamiya de la série King of Fighters mais est issu du jeu Athena de 1986.

## Portage
- PlayStation 2 (2003)
- Xbox (2004)
- Playstation 4 (2024)
- Nintendo Switch (2024)
- PC (2024)